# اندرو آراتو
اندرو آراتو (مجاری: Arató András؛ زادهٔ ۲۲ اوت ۱۹۴۴) جامعه‌شناس، و استاد دانشگاه اهل ایالات متحده آمریکا و از دانش‌آموختگان دانشگاه شیکاگو است.

## زندگی
آراتو در سال ۱۹۴۴ در بوداپست زاده شد. آراتو برای اولین بار در کالج کوئینز در شهر نیویورک شروع به تحصیل کرد و کارشناسی ارشد خود را در تاریخ در سال ۱۹۶۶ به پایان رساند؛ و برای تکمیل مقطع کارشناسی ارشد خود در ۱۹۶۸ و دکترا به دانشگاه شیکاگو رفت.

## جوایز
وی همچنین برندهٔ جوایزی همچون برنامه فولبرایت شده‌است.